# Anasztázia magyar királyné
Anasztázia (oroszul: Анастасия Ярославна Рюрик, ukránul: Анастасія Ярославна, magyar átírással: Anasztaszija Jaroszlavna; 1023 körül – Admont, Ausztria, 1074 vagy 1096), I. András magyar király feleségeként Magyarország királynéja 1046 és 1060 között, majd fia, a kiskorú Salamon király mellett az ország régense. Kijevi hercegnőként született, mint I. Jaroszláv nagyfejedelem leánya. Az admonti kolostor apátnőjeként hunyt el.

## Életrajza

### Származása és ifjúkora

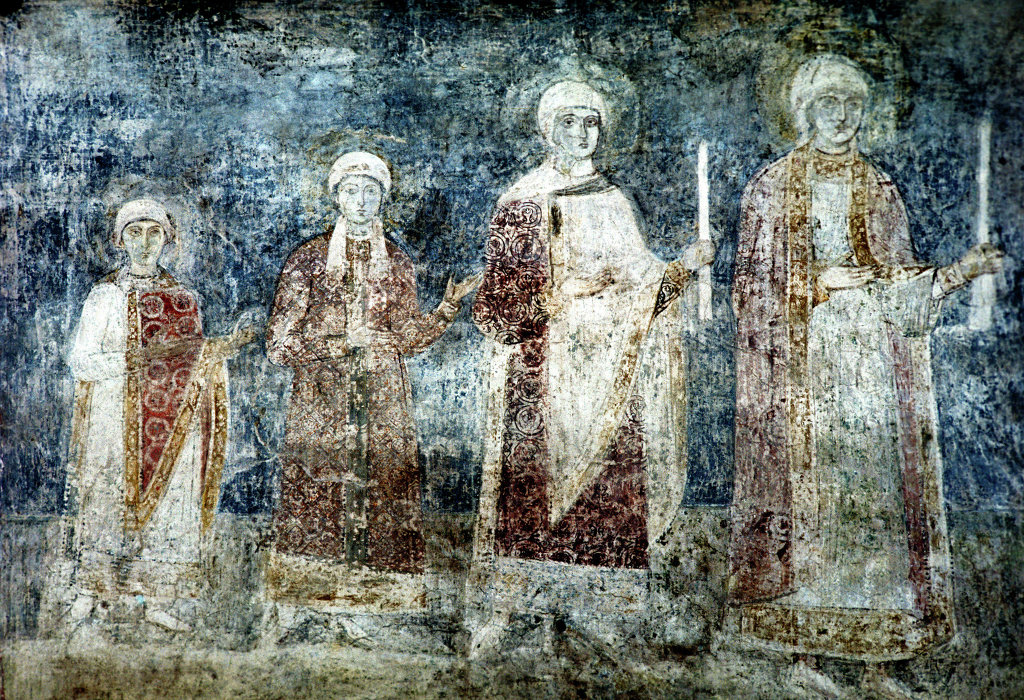
A kijevi fejedelmi család leánytagjainak feltételezett 11. századi freskója a Szent Szófia-székesegyházban. A megjelölésük hagyományosan (balról jobbra): Anna (francia királyné), Anasztázia (magyar királyné), Erzsébet (norvég királyné) és talán Ágota (Száműzött Eduárd felesége)

Anasztázia hercegnő 1023 körül születhetett a Kijevi Rusz területén. Apja I. Jaroszláv nagyfejedelem volt, míg édesanyja a svéd Munsö-dinasztia tagja, Kincses Olaf leánya, Ingegerd fejedelemasszony (akit az ortodox keresztények Szent Anna néven szentként tisztelnek).
Számos testvére született: hat fiúról és vele együtt három leányról tudunk. Fivérei között van az apjuk halála után egymással hatalmi harcokba bocsátkozó Izjaszláv, Szvjatoszláv és Vszevolod nagyfejedelmek, valamint leánytestvére volt Anna, aki I. Henrik francia király felesége lett, és Erzsébet, aki pedig III. Harald norvég királyé. Egyesek Ágotát, Száműzött Eduárd későbbi feleségét is I. Jaroszláv leányai, és így Anasztázia testvérei közé sorolják, ám más teória szerint viszont Ágota I. István magyar király (vagy Géza fejedelem) egyik leánya volt.
Miután Vazult megvakították, amiért nem akarta elismerni az I. István magyar király által utódjaként megnevezett Orseolo Pétert, fiainak menekülnie kellett. Először Csehországba, majd Lengyelországba (Béla ottmaradt), majd onnan András és Levente a Kijevi Rusz területére ment, ahol Jaroszláv fogadta őket. Itt András 1038 körül elnyerte Anasztázia kezét. A szertás ortodox keretek között zajlott, feltehetően a házasság egyik feltételeként keresztelkedett meg András, és vette fel nevét András apostol, a szlávok védőszentje után.

### Magyarország királynéja (1046–1060)

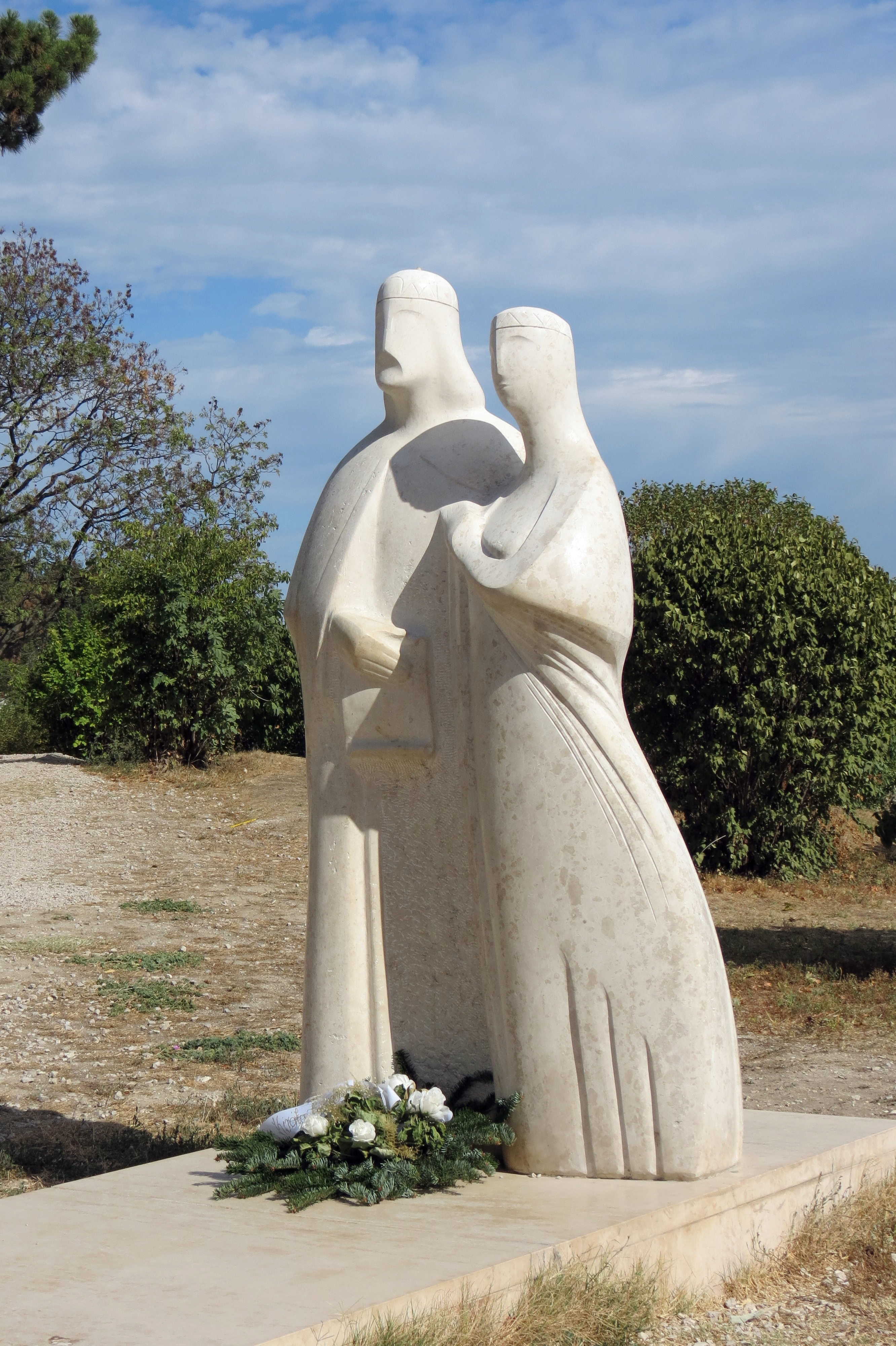
I. András magyar király és Anasztázia királyné szobra a Balaton partjánál (Tihany, Veszprém vármegye)

1046-ban férje visszatért a Magyar Királyságba és a lázadó keresztény és pogány felkelőkkel megdöntötték Orseolo Péter uralmát. Hitvese így 1046 szeptemberében I. András néven elfoglalta a magyar trónt. Anasztázia, immáron királynéként, követte férjét új hazájába. Kedvelt tartózkodási helye a Tihanyi-félsziget lett, ahol támogatta Andrást az apátság megalapításában (a tihanyi alapítólevél a legrégebbi, eredeti formájában fennmaradt magyar szórványemlék). A Vata-féle pogánylázadás során az országban térítő papok nagy részét a pogány felkelők meggyilkolták, köztük volt Szent Gellért csanádi püspök is. Az egyházi személyek pótlására Franciaországból érkeztek hittérítők, ami feltehetően Anasztázia testvére, Anna francia királyné közreműködésével valósulhatott meg.
A királyi párnak három gyermeke született: 1040 körül Adelhaid, majd 1052 körül Salamon, végül Dávid herceg. Salamon születése majd 1057-es ifjabb királlyá koronázása konfliktust eredményezett férje és annak fivére, Béla között, aki addig feltehetően a király első számú örökösének számított. I. András király 1060 decemberében vesztette életét, közvetlenül az után, hogy Béla lengyel segítséggel hatalomra tört. Anasztázia királyné már ezt megelőzően a közelgő Béla hadai elől fiaival Adalbert osztrák őrgróf udvarába menekült (leánya ekkor már Vratiszláv cseh herceg felesége volt).

### Özvegysége és halála

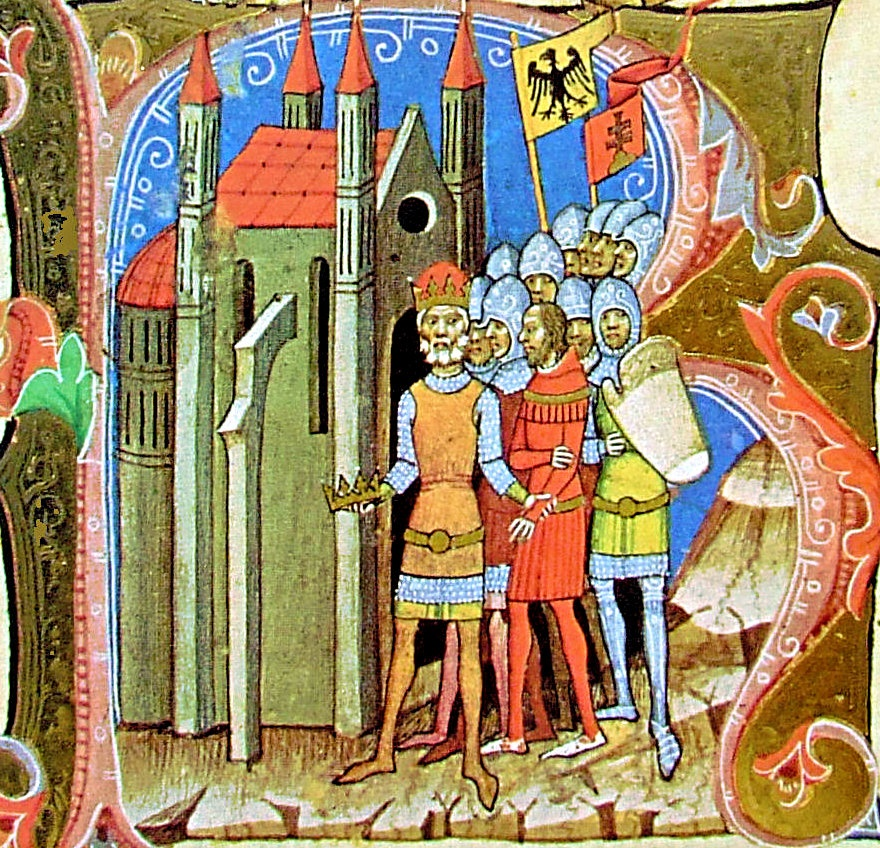
IV. Henrik német király hatalomra segíti Salamon magyar királyt (Képes krónika)

Bélát 1060 decemberében magyar királlyá koronázták. Az özveggyé váló Anasztázia az ifjú IV. Henrik német királyhoz fordult segítségért, akinek nővérével, Judittal még 1058-ban jegyezték el Salamont. Mire 1063-ban a német csapatok bevonultak a Magyar Királyságba, hogy visszaállítsák Salamon hatalmát, I. Béla király meghalt (1063. szeptember 11-én), fiai, Géza, László és Lampert hercegek pedig Lengyelországba, édesanyjuk, Richeza családjához menekültek.

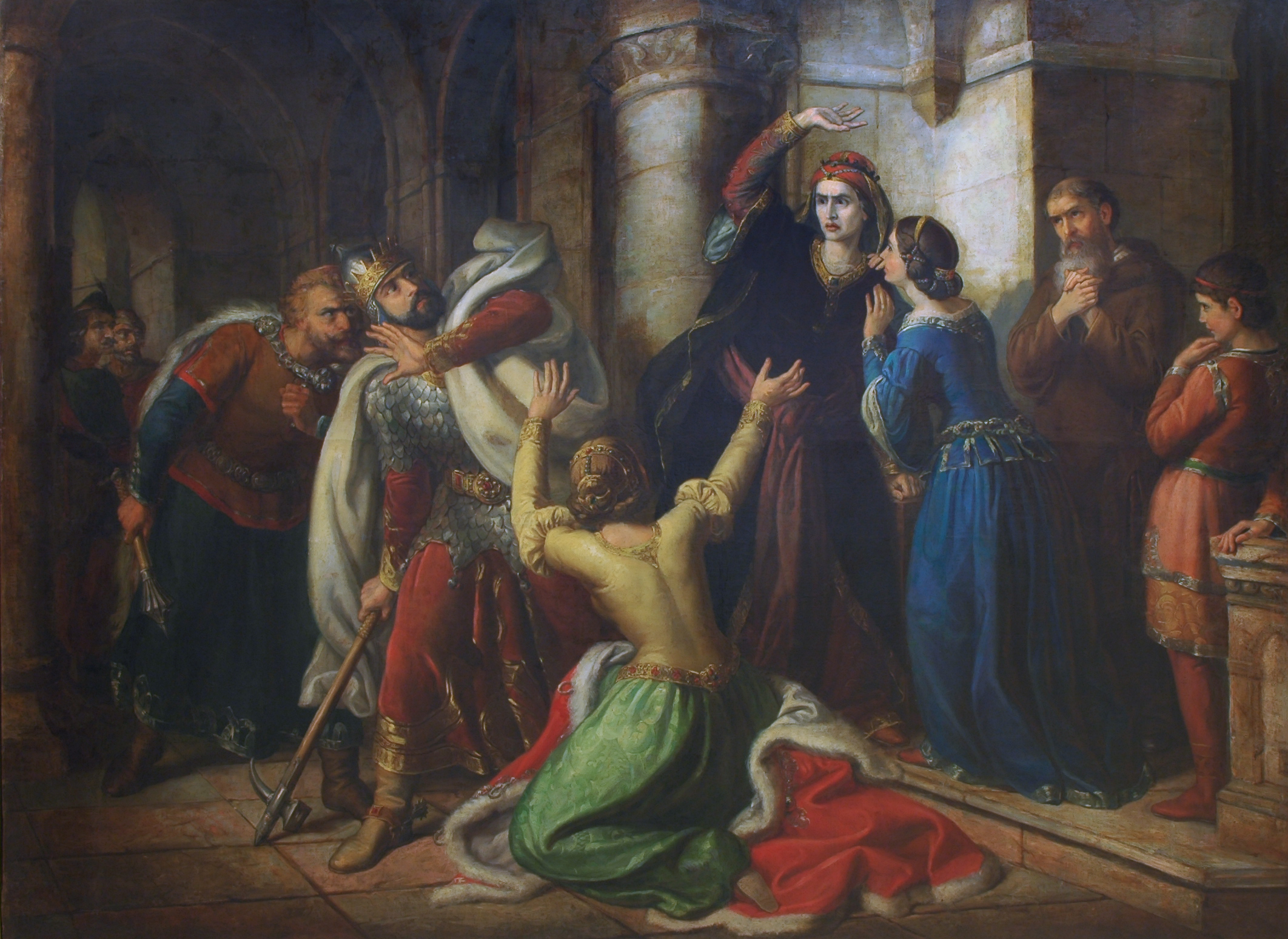
Salamon királyt anyja megátkozza, 19. századi festmény Salamon és édesanyja konfliktusáról (Orlai Petrich Soma, 1857, Déri Múzeum)

Kiskorú fiát, Salamont 1064 áprilisában a pécsi székesegyházban újból megkoronázták. A szertartásra a Béla-fiakkal való győri béke megkötését követően került sor. Ezzel a hercegek megkapták az ország egyharmadát kitevő dukátus kormányzását, míg a központi hatalom Salamont illette. Az ekkor még mindig kiskorú király mellett édesanyja, Anasztázia és az ország főurai kormányoztak. A Képes krónika Anasztázia királyné „jótékony hatásáról” számol be, később azonban Salamon egyre inkább Vid ispán befolyása alá került, aki a királynéval szemben a Béla-fiak elleni fellépésre buzdította. A király és a hercegek viszonya idővel meg is romlott és viszállyá fordult, majd a mogyoródi csata során (1074. március 14.) a Béla-fiak megdöntötték Salamon uralmát. A krónika szerint Anasztázia királyné e szavakkal dorgálta fiát:
Kedves fiam, sohasem hallgattál tanácsomra, sem Ernyei tanácsára, sem más híveidre; mindig csak Vid szava után jártál, és íme tönkretetted magadat meg a tieidet! Nemde mindig javallottam és mondottam: elég neked Magyarország koronája, és add békességgel atyádfiainak a hercegséget. Most aztán Vidből nem lehetett herceg, de neked sem lesz többé koronád.

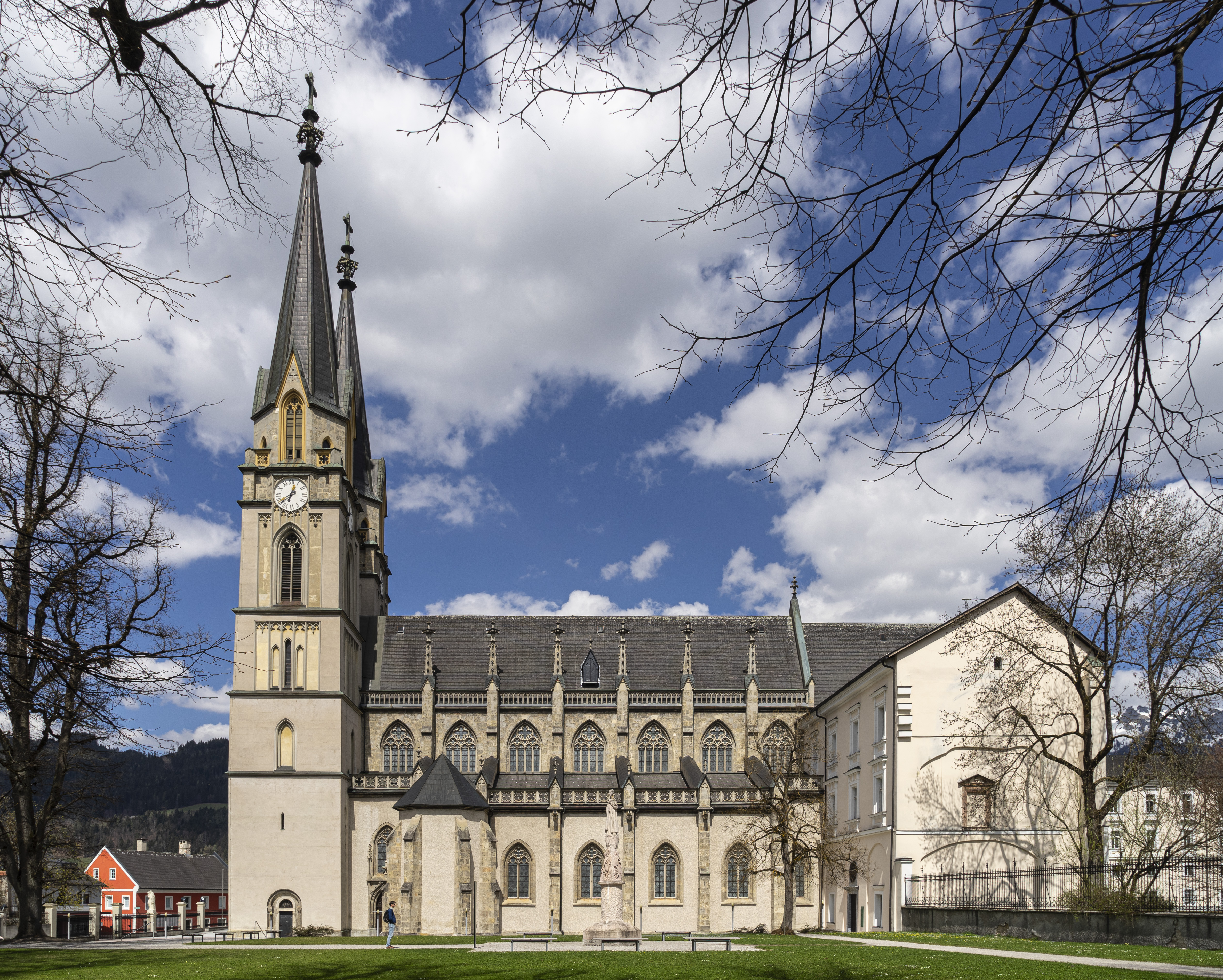
Az admonti kolostor temploma (Admont, Stájerország, Ausztria)

A vesztesz csata után Anasztázia Salamonnal maradt, akinek uralma visszaszorult a nyugati, Moson és Pozsony vármegyékre. Fiával való konfliktusai miatt végül a Stájer Hercegségbe ment, ahol az admonti kolostor apátnőjeként élt élete végéig. Halálának pontos dátuma nem maradt fenn, nyughelye ma is Admontban található.
Anasztázia biztosan túlélte egyetlen leányát, Adelhaidet, aki II. Vratiszláv cseh fejedelem feleségeként feltehetően az egymás utáni szülések szövődményeibe hunyt el még 1062 januárjában (egyes elméletek szerint a hercegnő nem is Anasztázia leánya volt, hanem András első feleségéé, akiről nem maradt fenn forrás). Salamon királynak feleségétől feltehetően nem születtek gyermekei, ahogyan az egyházi pályára került Dávid fiának sem.